# 竹中正高
竹中 正高（たけなか まさたか、生没年不詳）は、日本の商人。竹中工務店の創業者。通称は藤兵衛（とうべえ）。

## 人物
竹中工務店創業までは清洲城下にあって織田信長の普請奉行であった。
信長の死後、刀剣を捨てて、神社仏閣の造営を業とし、清洲越し以前に名古屋に移住し、菅原町（現在の名古屋市中区錦2丁目）に店舗を構え、これが後に竹中工務店となった。なお、創業年は、正確には分からないが、清洲越しの1610年（慶長15年）としている。正高の業績を伝える資料は、ほとんど残っていないが、江戸時代後期の「番匠用留」に名古屋城の造営に関与していたことが記されている。
また、建築意匠の面では大隅流絵様を創始し、式祭においても大隅流を創始した。

## 登場する作品
- 信長のシェフ（2011年、芳文社『週刊漫画TIMES』連載、原作：西村ミツル、作画：梶川卓郎）